# Tsentrálnaya usadba opytnoi stantsi VNIIMK
Tsentrálnaya usadba opytnoi stantsi VNIIMK (del ruso: Центральная усадьба опытной станции ВНИИМК) es un posiólok del ókrug urbano de la ciudad de Armavir, en el krai de Krasnodar de Rusia. Está situado al sur de la orilla izquierda del río Kubán, 9 km al noroeste de Armavir y 159 km al este de Krasnodar. Tenía 507 habitantes en 2010.
Pertenece al ókrug rural Prirechni.

## Transporte
Al este de la localidad pasa la carretera federal M29 Cáucaso.